# بخش کارلستون، شهرستان فریبورن، مینه سوتا
بخش کارلستون (به انگلیسی: Carlston Township) یک منطقهٔ مسکونی در ایالات متحده آمریکا است که در شهرستان فری‌بورن، مینه‌سوتا واقع شده‌است.
 بخش کارلستون ۹۳٫۲ کیلومتر مربع مساحت و ۳۳۲ نفر جمعیت دارد و ۳۷۷ متر بالاتر از سطح دریا واقع شده‌است.